# Gia tộc Baskerville
Gia tộc Baskerville hoặc đôi khi Gia tộc Baskerville-Barrymore là nhóm nhân vật xuất hiện trong tiểu thuyết Con chó săn của dòng họ Baskerville của tác giả Arthur Conan Doyle, ấn hành năm 1901-2.

## Lịch sử

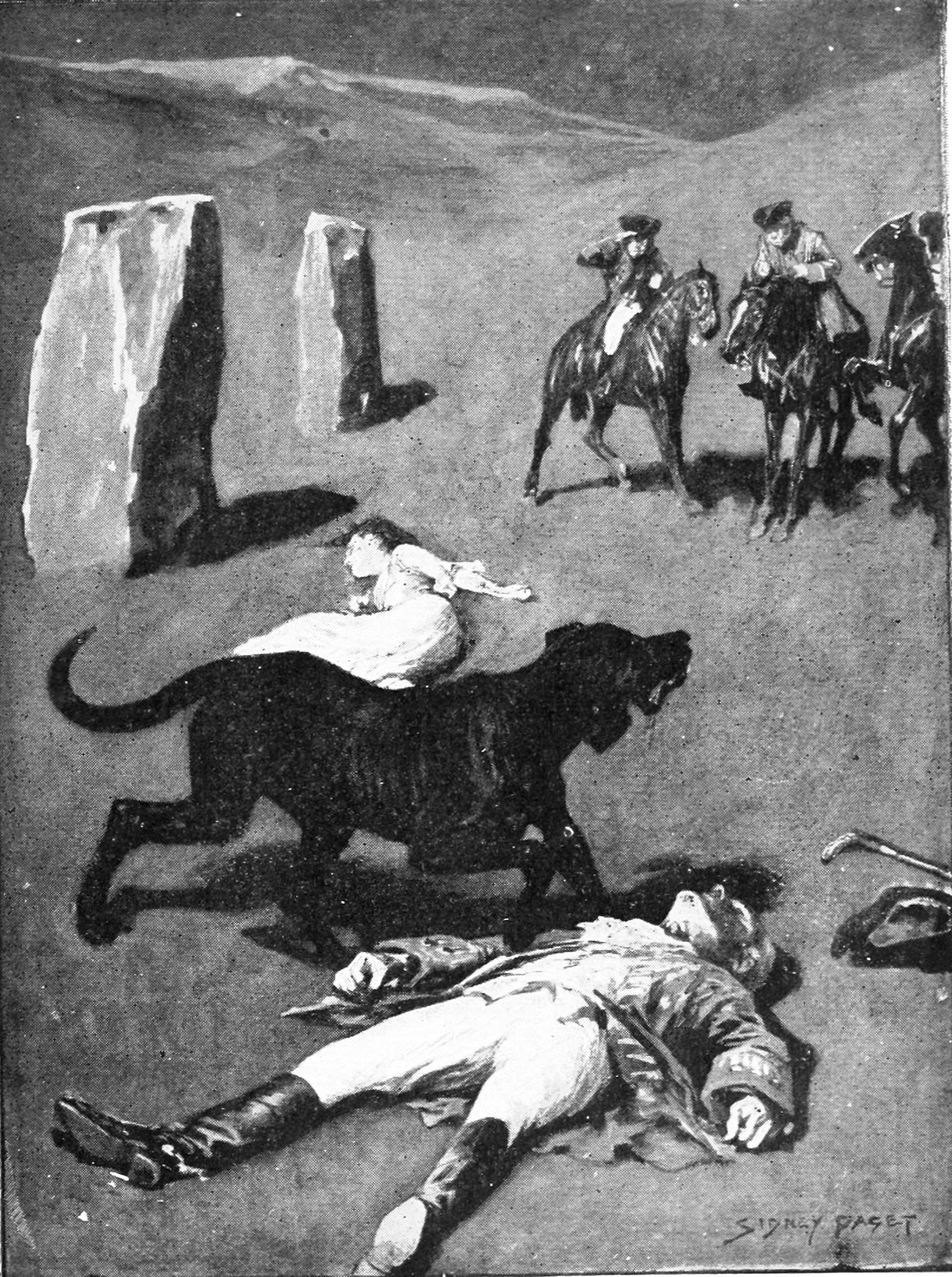
The Hound of the Baskervilles

Gia tộc bán hư cấu Baskerville-Barrymore bắt đầu từ tổ phụ Hugo thế kỷ XVII, sang thế kỷ XVIII được gọi là Baskerville-Barrymore do có sự xuất hiện của các hậu duệ Barrymore đời đời làm quản gia và quản lí trang viên Baskerville.
Lịch sử gia tộc Baskerville-Barrymore xoay vần quanh nỗi ám ảnh về con chó săn nào đó trong đầm đêm đêm hú đòi mạng người mang họ Baskerville. Hầu hết qua hồi tưởng của dược sĩ Mortimer cho Sherlock Holmes và bác sĩ Watson.
Chứng tích của câu truyện là vô vàn chứng nhân cùng bức thư một tổ phụ để lại cho hậu nhân từ năm 1742 mà James Mortimer được ngài Charles Baskerville tặng trước khi mất.

### Nhân vật

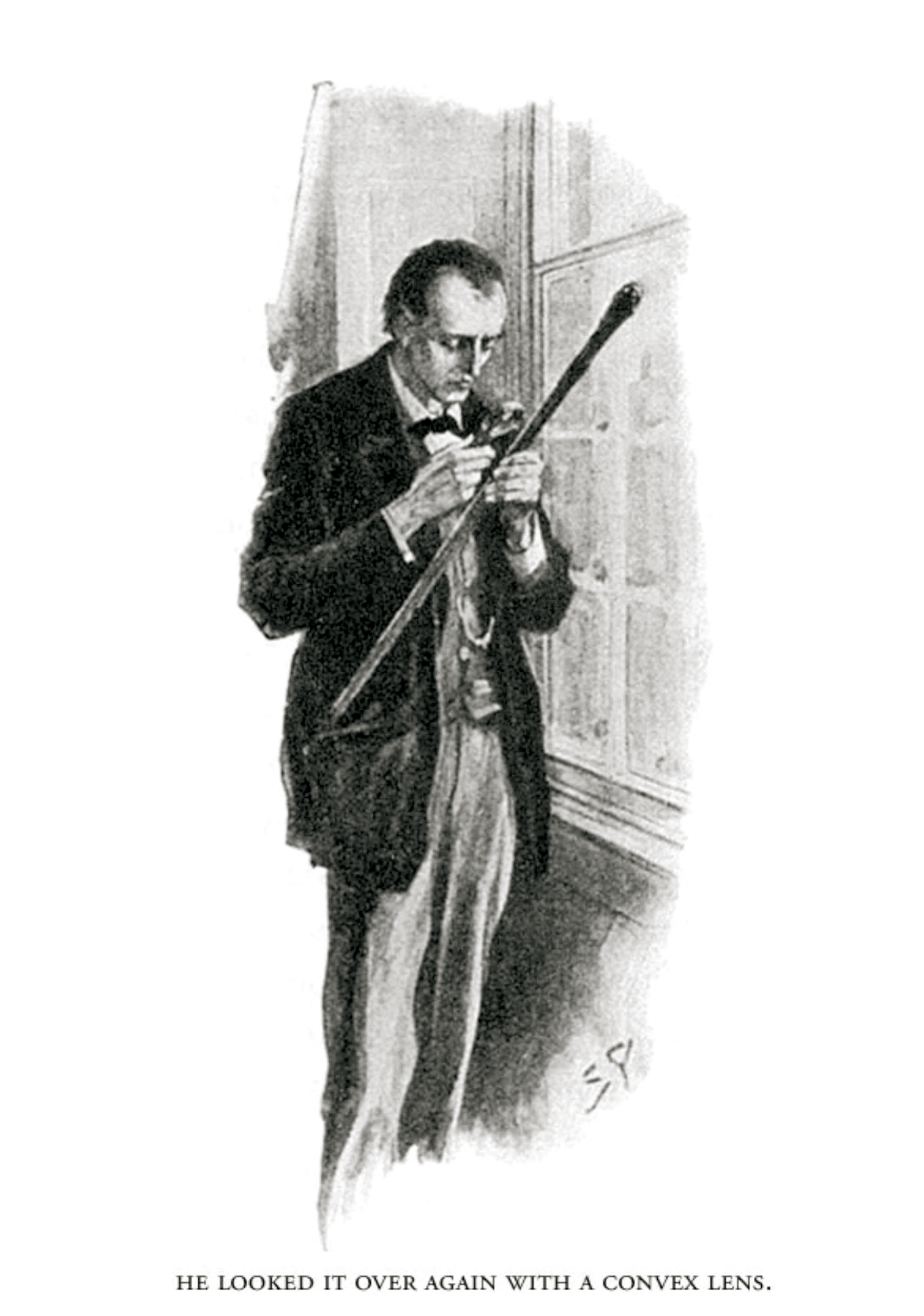
Sherlock Holmes examining Dr Mortimer's walking stick

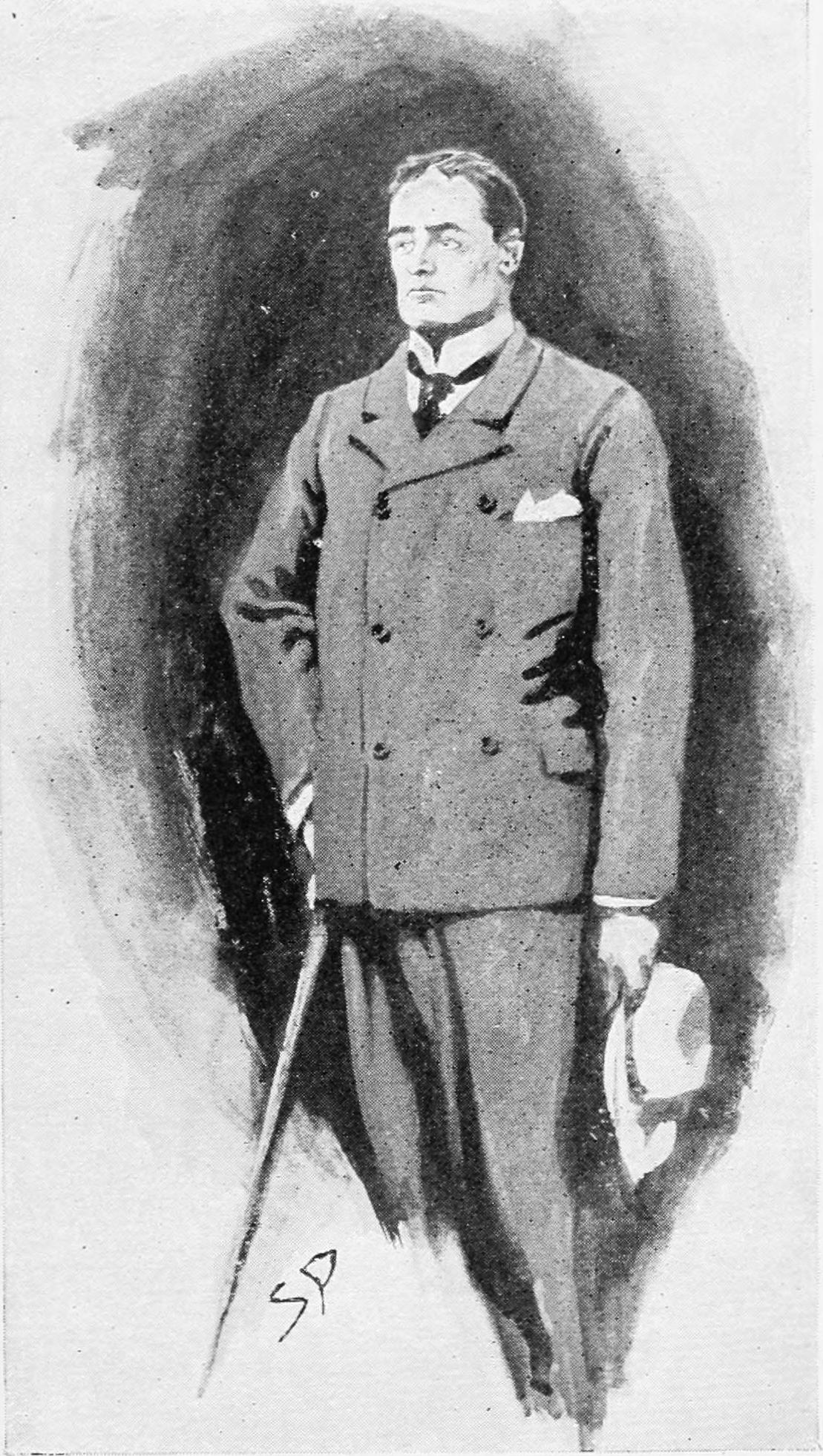
Sir Henry Baskerville

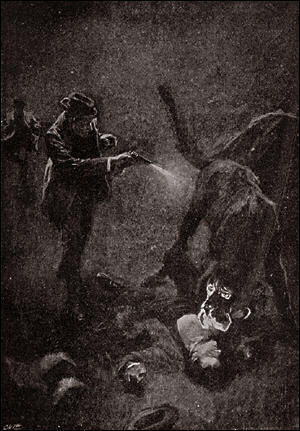
The hound killed by Holmes

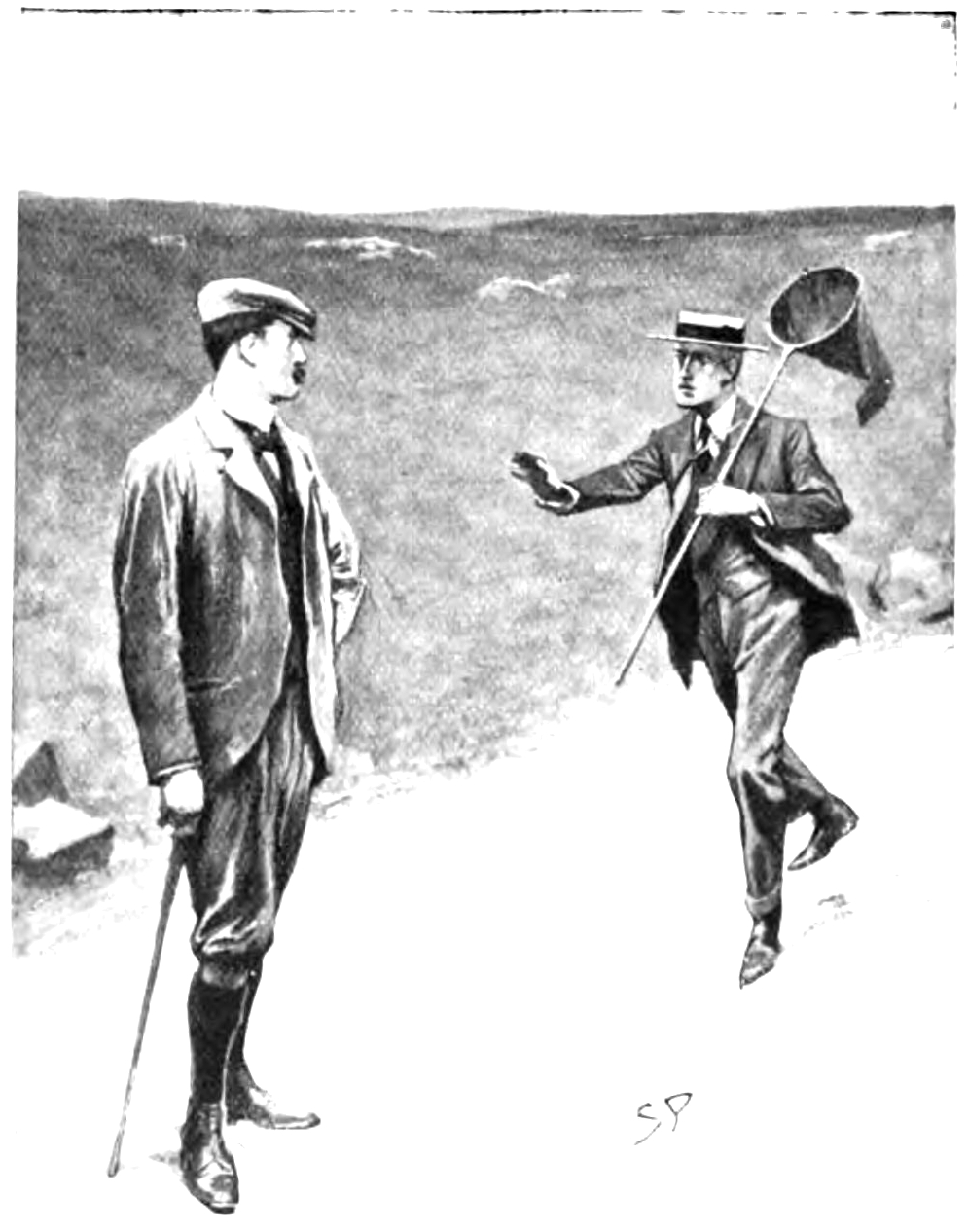
Watson meets Stapleton

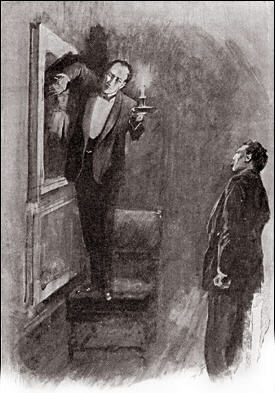
Holmes see the clue in the Baskerville portait

- Hugo Baskerville: Tổ phụ kiêm kẻ gây nên lời nguyền có ảnh hưởng sâu sắc tới gia tộc ông ta.
- Charles Baskerville: Chủ nhân lâu đài Baskerville cuối thế kỷ XIX, cái chết đáng ngờ của ông kéo Sherlock Holmes vào cuộc điều tra.
- John Barrymore: Hậu duệ nhà Barrymore, thừa kế chức quản lí lâu đài Baskerville từ cha mình.
- Eliza Barrymore: Vợ John, có đứa em trai là tù nhân khổ lao, trực tiếp liên đới cuộc điều tra của Holmes.
- Henry Baskerville: Người thừa kế lâu đài sau khi ngài Charles mất, vốn sinh trưởng tại Canada và không nói được giọng Anh.
- Jack Stapleton (hoặc Vandeleur) : Kì thực là con trai Rodger Baskerville II (Rodger là em ruột ngài Charles), sinh trưởng tại Costa Rica, bị chính phủ truy nã phải trốn sang Anh.

## Chuyển thể

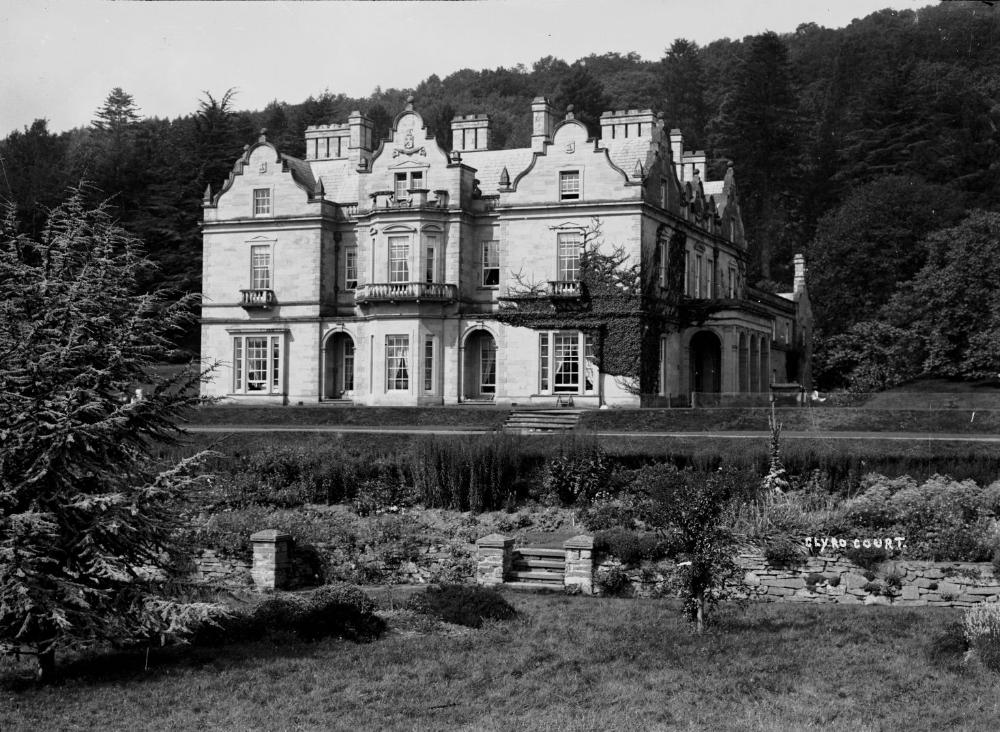
Baskerville Hall, formally Clyro Court. It is thought this house may have provided Conan Doyle with the inspiration for The Hound of the Baskervilles

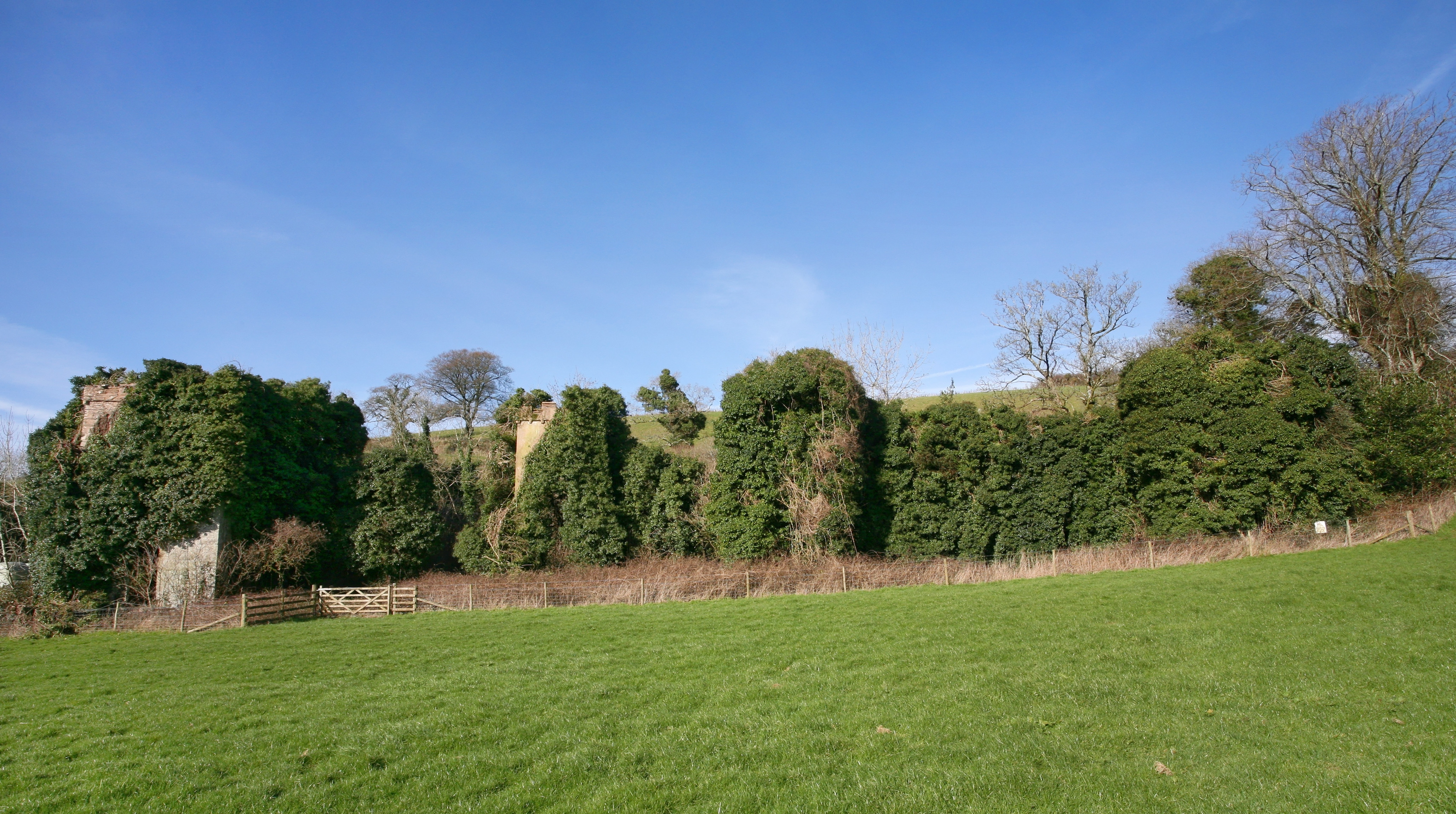
The ruins of Fowelscombe House, viewed in 2008, a possible model for Baskerville Hall

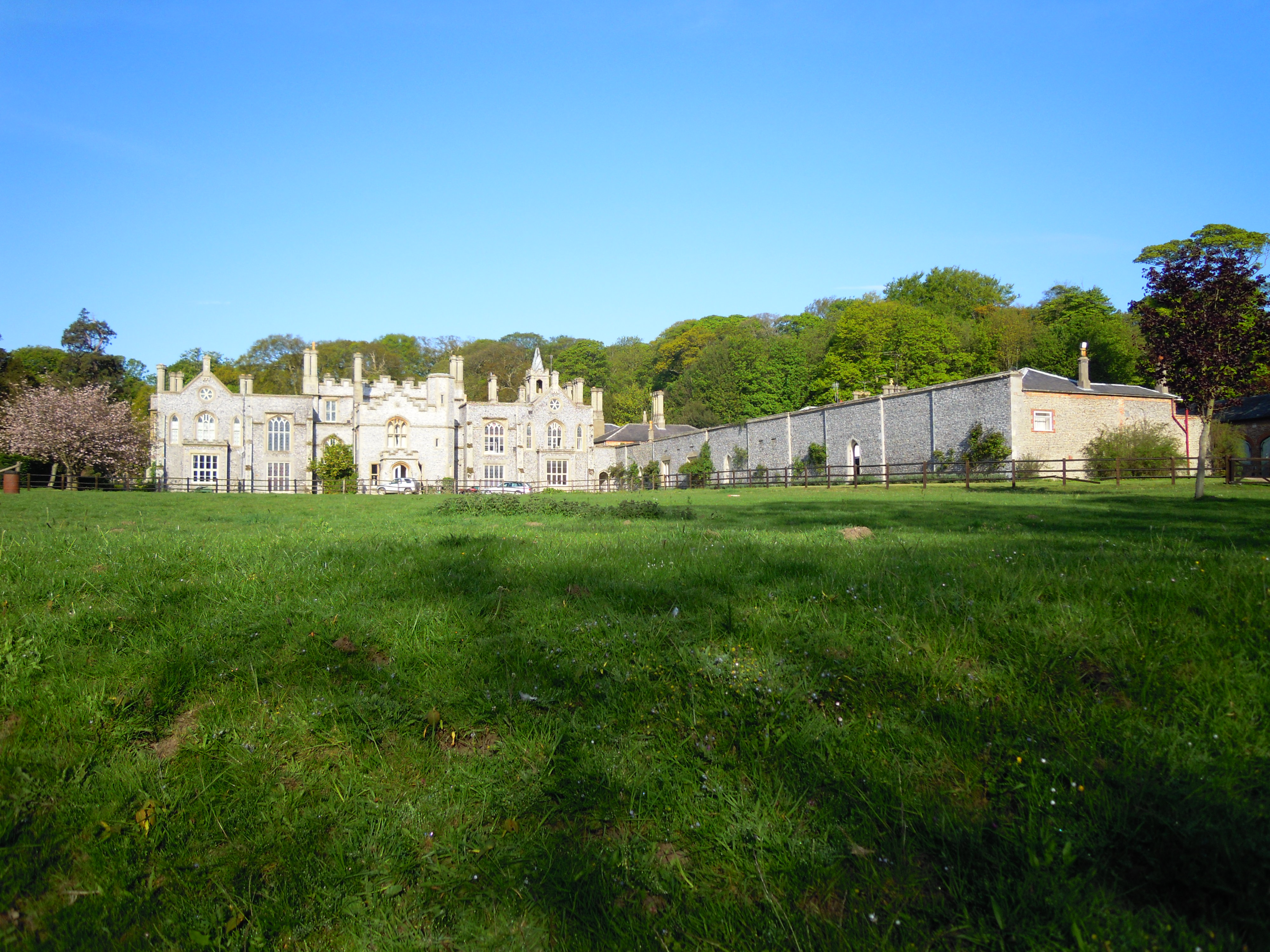
Cromer Hall

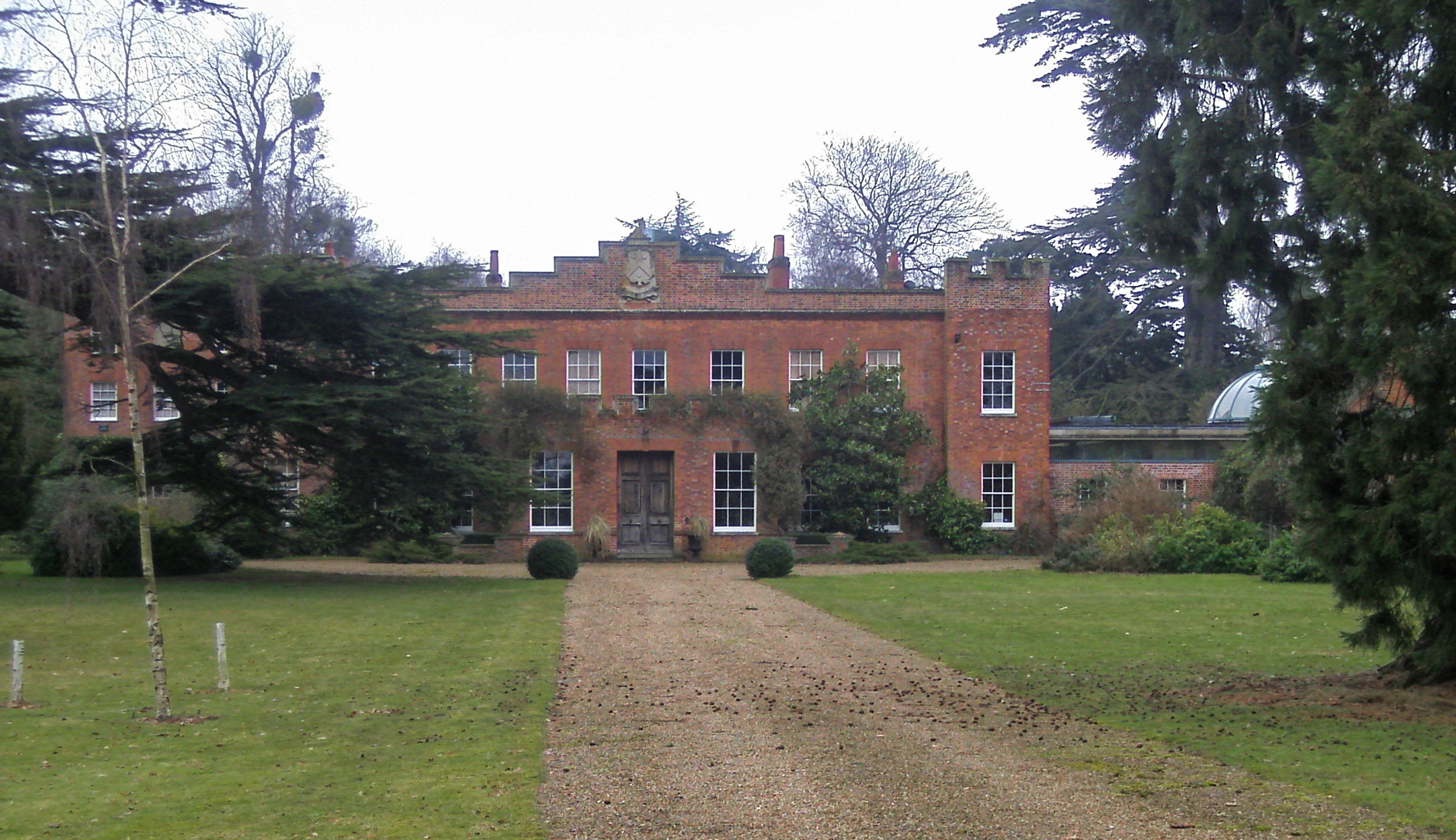
Crowsley Park House

| Năm  | Nhan đề | Quốc gia                      | Đạo diễn                       | Holmes                                               | Watson                |
| ---- | --- | ----------------------------- | ------------------------------ | ---------------------------------------------------- | --------------------- |
| 1914 | Der Hund von Baskerville, 1. Teil                                                                                    | German Empire                 | Rudolf Meinert                 | Alwin Neuß                                           | None                  |
| 1914 | Der Hund von Baskerville, 2. Teil — Das einsame Haus                                                                 | German Empire                 | Rudolf Meinert                 | Alwin Neuß                                           | None                  |
| 1914 | Der Hund von Baskerville, 3. Teil — Das unheimliche Zimmer                                                           | German Empire                 | Richard Oswald                 | Alwin Neuß                                           | None                  |
| 1915 | Der Hund von Baskerville, 4. Teil                                                                                    | German Empire                 | Richard Oswald                 | Alwin Neuß                                           | None                  |
| 1920 | Das dunkle Schloß | Weimar Republic               | Willy Zeyn                     | Eugen Burg                                           | None                  |
| 1920 | Das Haus ohne Fenster                                                                                                | Weimar Republic               | Willy Zeyn                     | Erich Kaiser-Titz                                    | None                  |
| 1920 | Dr. MacDonalds Sanatorium                                                                                            | Weimar Republic               | Willy Zeyn                     | Erich Kaiser-Titz                                    | None                  |
| 1921 | The Hound of the Baskervilles                                                                                        | United Kingdom                | Maurice Elvey                  | Eille Norwood                                        | Hubert Willis         |
| 1929 | Der Hund von Baskerville                                                                                             | Weimar Republic               | Richard Oswald                 | Carlyle Blackwell                                    | George Seroff         |
| 1932 | The Hound of the Baskervilles                                                                                        | United Kingdom                | Gareth Gundrey                 | Robert Rendel                                        | Frederick Lloyd       |
| 1937 | The Hound of the Baskervilles                                                                                        | Nazi Germany                  | Carl Lamac                     | Bruno Güttner                                        | Fritz Odemar          |
| 1939 | The Hound of the Baskervilles                                                                                        | United States                 | Sidney Lanfield                | Basil Rathbone                                       | Nigel Bruce           |
| 1951 | Jighansa | India                         | Ajoy Kar                       | Sishir Batabyal as Detective Smarajit Sen            | ?                     |
| 1955 | Der Hund von Baskerville                                                                                             | West Germany                  | Fritz Umgelter                 | Wolf Ackva                                           | Arnulf Schröder       |
| 1959 | The Hound of the Baskervilles                                                                                        | United Kingdom                | Terence Fisher                 | Peter Cushing                                        | André Morell          |
| 1962 | Bees Saal Baad(based on H. K. Roy's Nishachari Bibhishika, the Bengali adaptation of The Hound of the Baskervilles.) | India                         | Biren Nag                      | Asit Sen (as Detective Gopichand)                    | ?                     |
| 1968 | Sherlock Holmes - "The Hound of the Baskervilles"                                                                    | United Kingdom                | Graham Evans                   | Peter Cushing                                        | Nigel Stock           |
| 1968 | Sherlock Holmes - "L'ultimo dei Baskerville"                                                                         | Italy                         | Guglielmo Morandi              | Nando Gazzolo                                        | Gianni Bonagura       |
| 1971 | The Hound of the Baskervilles (Собака Баскервилей)                                                                   | USSR                          | A. F. Zinovieva                | Nikolay Volkov                                       | Lev Krugliy           |
| 1972 | The Hound of the Baskervilles                                                                                        | United States                 | Barry Crane                    | Stewart Granger                                      | Bernard Fox           |
| 1978 | The Hound of the Baskervilles                                                                                        | United Kingdom                | Paul Morrissey                 | Peter Cook                                           | Dudley Moore          |
| 1981 | The Hound of the Baskervilles (Собака Баскервилей)                                                                   | Tô Liên                       | Igor Maslennikov               | Vasily Livanov                                       | Vitaly Solomin        |
| 1982 | The Hound of the Baskervilles                                                                                        | United Kingdom                | Peter Duguid                   | Tom Baker                                            | Terence Rigby         |
| 1983 | The Hound of the Baskervilles                                                                                        | United Kingdom                | Douglas Hickox                 | Ian Richardson                                       | Donald Churchill      |
| 1983 | Sherlock Holmes and the Baskerville Curse                                                                            | Australia                     | Ian McKenzie & Alex Nicholas   | Peter O'Toole (voice)                                | Earle Cross (voice)   |
| 1988 | The Return of Sherlock Holmes - "The Hound of the Baskervilles"                                                      | United Kingdom                | Brian Mills                    | Jeremy Brett                                         | Edward Hardwicke      |
| 1995 | Wishbone - "The Slobbery Hound"                                                                                      | United States                 | Fred Holmes                    | "Wishbone" (Soccer the Dog, voice of Larry Brantley) | Ric Speigel           |
| 1999 | Sherlock Holmes in the 22nd Century - "The Hounds of the Baskervilles"                                               | United States, United Kingdom | Robert Brousseau, Scott Heming | Jason Gray-Stanford                                  | John Payne            |
| 2000 | The Hound of the Baskervilles                                                                                        | Canada                        | Rodney Gibbons                 | Matt Frewer                                          | Kenneth Welsh         |
| 2002 | The Hound of the Baskervilles                                                                                        | United Kingdom                | David Attwood                  | Richard Roxburgh                                     | Ian Hart              |
| 2012 | Sherlock - "The Hounds of Baskerville"                                                                               | United Kingdom                | Paul McGuigan                  | Benedict Cumberbatch                                 | Martin Freeman        |
| 2015 | The Adventure of Henry Baskerville and a Dog (Basukaviru kun to inu no bōken, "バスカーヴィル君と犬の冒険 ()")       | Japan                         | Michiyo Morita                 | Kōichi Yamadera (voice)                              | Wataru Takagi (voice) |
| 2016 | Elementary - "Hounded"                                                                                               | United States                 | Robert Hewitt Wolfe            | Jonny Lee Miller                                     | Lucy Liu              |

- The movie The Life and Death of Colonel Blimp (1941) makes references to The Hound of the Baskervilles.
- Disney cartoonist Carl Barks parodied this story with The Hound of the Whiskervilles (1960), starring Uncle Scrooge.[13]
- A 1965 issue of Walt Disney's Comics and Stories (comic book) featured The Hound of Basketville, starring Mickey Mouse, Goofy, Gladstone Gander, and Pluto, as Sherlock Mouse, Doctor Goofy, Sir Gladstone Basketville, and the hound.
- Stapleton reappears in Richard L. Boyer's version of The Giant Rat of Sumatra (1976). It turns out that he did not die, as Holmes and Watson assumed, but had escaped by another route, committing further crimes and vowing vengeance on Sherlock Holmes.
- William of Baskerville, protagonist of Umberto Eco's novel The Name of the Rose (1980), is a Franciscan friar and a sleuth, inspired by Sherlock Holmes and perhaps William of Occam and other real and fictional characters.
- The hound of the Baskervilles is a character in Kouta Hirano's supernatural manga series Hellsing (1997-2008).
- Spike Milligan satirised the novel in his book, The Hound of the Baskervilles According to Spike Milligan (1997), combining elements of the original novel with the Basil Rathbone serials.
- The Moor (1998), a novel in Laurie R. King's series about Sherlock Holmes and Mary Russell, uses the setting and various plot elements, with Holmes returning to Dartmoor on a later case.
- Pierre Bayard's book Sherlock Holmes Was Wrong (2008) re-opens the case and, by careful re-examination of all the clues, clears the hound of all wrongdoing and argues that the actual murderer got away with the crime completely unsuspected by Holmes, countless readers of the book over the past century—and even, in a sense, the author himself.